# Plougonven
Plougonven é uma comuna francesa na região administrativa da Bretanha, no departamento Finisterra. Estende-se por uma área de 68,86 km². Em 2010 a comuna tinha 3 572 habitantes (densidade: 51,9 hab./km²).